# Mesovelia bila
Mesovelia bila är en insektsart som beskrevs av Arthur Louis Arthurovic de Jaczewski 1928. Mesovelia bila ingår i släktet Mesovelia och familjen vattenspringare. Inga underarter finns listade i Catalogue of Life.